# Partido Encuentro Social
El Partido Encuentro Social (PES) fue un partido político mexicano de derecha. Obtuvo su registro como partido político nacional en 2014 y lo perdió en 2018, al no alcanzar el 3% de los votos en la elección de dicho año, necesarios para mantener su registro. Fue fundado por Hugo Eric Flores Cervantes como asociación civil en 2003, obtuvo el registro como partido político estatal en Baja California el 30 de octubre de 2006 y como partido político nacional ante el Instituto Nacional Electoral el 9 de julio de 2014.
Fue miembro de la coalición Juntos Haremos Historia junto a Morena y el Partido del Trabajo (PT) encabezado por Andrés Manuel López Obrador para las elecciones federales de 2018. Obtuvo 56 diputados federales y 8 senadores de la república.
Actualmente mantiene su registro como un partido político estatal en Morelos, teniendo la gubernatura de este último desde 2018; en Jalisco también lo conserva bajo el nombre Somos.
En 2020 la dirigencia del partido fundó el Partido Encuentro Solidario, como sucesor del Partido Encuentro Social.

## Historia
En 2001 se trazan con planes de crear un partido político, para entonces contaban con 18 comités estatales y con 60,595 afiliados en 25 estados de la república.
El 13 de mayo de 2005 fue creada la asociación civil «Agrupación Política Nacional Encuentro Social», contando para entonces con 30 candidatos en 30 distritos plurinominales del todo el país. El 30 de octubre de 2006 el Consejo Estatal Electoral de Baja California le otorgó el registro como partido político bajo el nombre de Encuentro Social APN y en el mismo año pudo obtener 6 candidatos a diputados en 5 estados de la república.
En el proceso electoral de 2007 se coligó con el Partido Acción Nacional y el Partido Nueva Alianza, en la «Alianza por Baja California», logrando una diputación estatal y presencia en los cabildos del mismo.
En el 2009 iniciaron el proceso para poder conseguir expandir su partido en Tamaulipas, Chiapas y Nayarit.
El proceso Electoral del 2010 fue en alianza nuevamente con el Partido Acción Nacional y el Partido Nueva Alianza logrando ganar, y obteniendo un regidor en cada municipio excepto en Tecate. Se puso como regidor por Tijuana a Rodolfo Olimpo Hernández Bojórquez, por Mexicali a la regidora Claudia Herrera, en Ensenada al regidor Alejandro González, y por Rosarito a Sergio Sotelo Félix.
En 2011 iniciaron los procesos para el registro como partido local en Chihuahua.
En las elecciones estatales de Baja California de 2013 hizo la coalición "Compromiso por Baja California" con el PRI, PVEM y PT, siendo derrotados por la coalición «Unidos por Baja California» representada por el PAN, PRD, NA y el Partido de Baja California, pero logró una segunda diputación y 5 regidurías en Baja California.
Como partido estatal, en junio de 2018 cambian de nombre para desmarcarse del partido político nacional. El Instituto Estatal Electoral de Baja California aprueba el cambio y registro del PES ahora en Transformemos.

### Partido Nacional
El 9 de julio de 2014, obtuvo su registro como partido político nacional. Después de hacerlo, ocho de sus nueve asambleas políticas fueron anuladas. En las elecciones federales de 2015, obtuvo ocho diputados de representación proporcional en la Cámara de Diputados como resultado de obtener el 3,3 por ciento de los votos.
Las elecciones federales en México de 2018 será su primera vez que el partido participa para en una elección presidencial, el 22 de septiembre de 2017 integró junto con morena  y el Partido del Trabajo la coalición «Juntos haremos historia». a través de la cual competirá en las Elecciones Federales de 2018.
Tras no conseguir los votos mínimos emitidos por el INE en 2018, perdió su registro como partido político nacional.

## Posiciones políticas
El partido ha tenido polémicas por su influencia cristiana, pero su presidente Hugo Eric Flores ha declarado que el es un partido liberal y que «no tiene ideología religiosa, ni defiende el estado laico y recibe a cualquier ciudadano sin importar credo».

“Ciertamente hay muchos ciudadanos que profesamos esta religión, pero que por cierto hoy somos minoría en esta organización política (…) No somos un partido religioso, al contrario, somos un partido liberal...”
Hugo Eric Flores Cervantes presidente del PES

Aclaró que el que algunos miembros sean religiosos, el partido por consiguiente no puede serlo ya que existirían diferencias internas y que trabajan como cualquier otro partido normal.
Cuando era una agrupación nacional en Baja California usó un icthus estilizado en su logo, pero en los últimos meses se cambió a un juego de imágenes de círculos y líneas que apelan a tres siluetas reunidas.
El partido se caracteriza como el «Partido de la Familia». En 2008 se opuso  al matrimonio entre personas del mismo sexo en Baja California. Sin embargo, al volverse parte de la coalición de  López Obrador, los cinco senadores del PES se sumaron en noviembre de 2018 en aprobar una reforma de la seguridad social que extiende el reconocimiento de derechos a las parejas del mismo sexo en cuanto a las prestaciones económicas, pensión de viudez o servicios médicos. Las modificaciones a las leyes fueron propuestas por Morena, el partido del presidente electo, Andrés Manuel López Obrador, y aprobadas por unanimidad. sin embargo, Hugo Eric aseguró que la parte biológica de sus propuestas no se incluyó en el «Programa de Gobierno» de López Obrador para las elecciones de 2018.
Otras propuestas hechas por el PES incluyen cambiar la recolección de impuestos al valor agregado al gobierno del estado en vez del gobierno federal y consolidándose como un impuesto sobre la renta.

...nuestra propuesta es muy concreta: establece que el gobierno federal solamente cobre el Impuesto sobre el Producto del Trabajo y el ISR (Impuesto Sobre el Valor de la Renta) y el IVA (Impuesto al Valor Agregado) solamente sean uno, porque actualmente es muy difícil pagar impuestos en nuestro país. Además, que el IVA lo cobren los estados y con ello nos vamos a evitar una gran burocracia. Creemos que el gobierno federal tiene que buscar una manera distinta de recaudar...
Hugo Eric Flores Cervantes

## Gobiernos emanados
| Gobiernos        | Gobiernos | Gobiernos        |
| Estado           | Año       | Coalición con    |
| ---------------- | --------- | ---------------- |
| Michoacán        | 2015-2021 | PRD, PT, PANAL   |
| Estado de México | 2017-2023 | PRI, PVEM, PANAL |
| Morelos          | 2018-2024 | Morena, PT       |

## Elecciones federales

### Elecciones federales de 2015
Las Elecciones federales de México de 2015 fueron las primeras que realizó como partido nacional, en estas votaciones logró obtener 8 diputados (10 actualmente) con 1 325 344 votos, convirtiéndose en la octava fuerza política en la Cámara de Diputados.

### Elecciones federales de 2018
El candidato del Movimiento Regeneración Nacional para la presidencia es Andrés Manuel López Obrador, presidente del partido y dos veces candidato presidencial. López Obrador presentó el «Proyecto Alternativo de Nación 2018-2024», con el que buscará por tercera ocasión la presidencia, e indicó que el 14 de diciembre su gabinete. El 12 de diciembre, López Obrador se registró ante la Comisión Nacional de Elecciones de Morena como precandidato, aunque Noroña desistió de sus intenciones de buscar la candidatura. y José Francisco Mendoza Sauceda, capitán de Marina en retiro, quiso hacer competencia a la precandidatura .

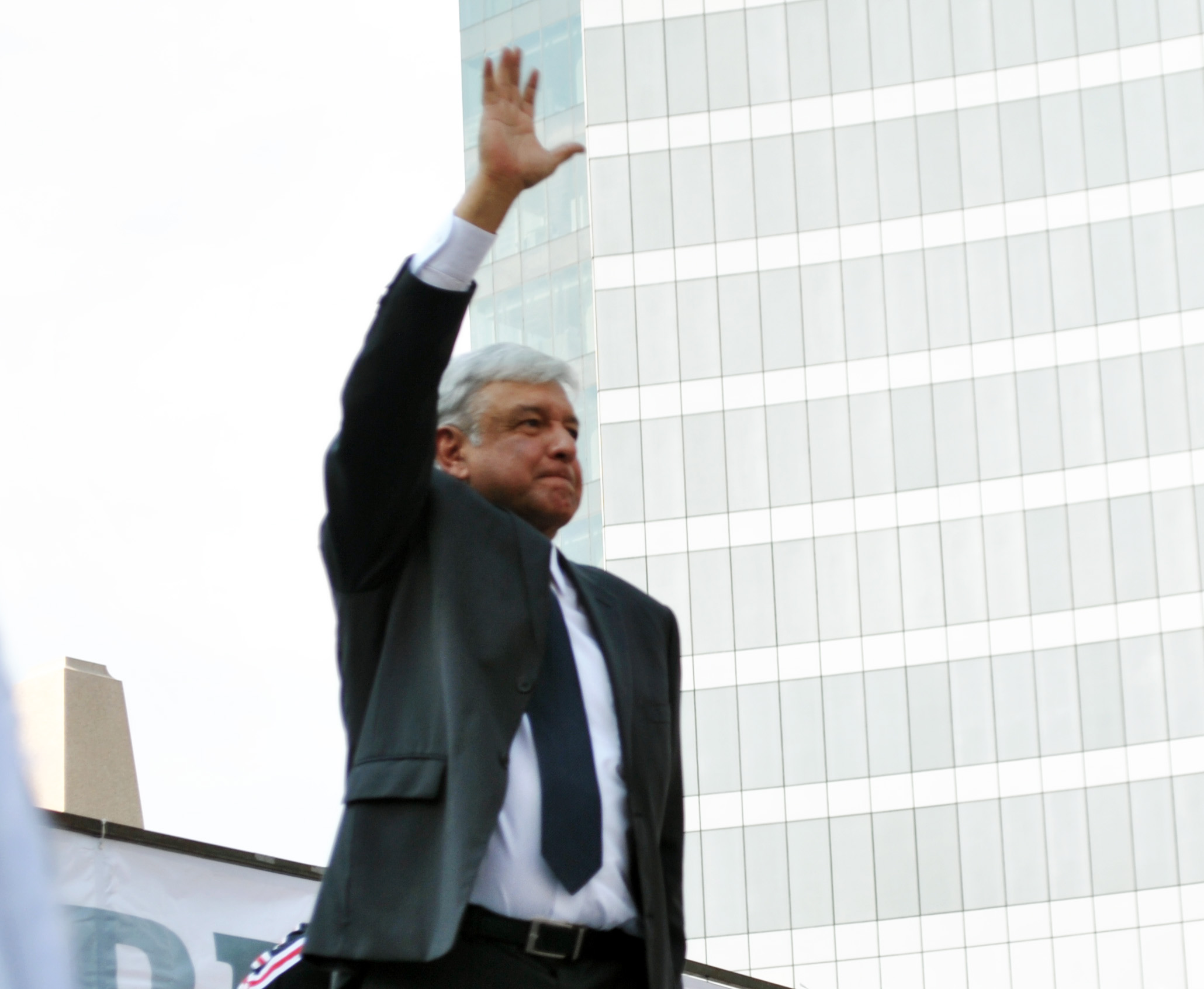
Andrés Manuel López Obrador, buscó la presidencia a través de la coalición "Juntos Haremos Historia" en 2018.

En su primer acto de precampaña, López Obrador presentó el que sería su gabinete en caso de ganar la presidencia, integrado por ocho hombres y ocho mujeres, entre ellos Olga Sánchez Cordero, exministra de la Suprema Corte, el diplomático Héctor Vasconcelos, la académica Irma Eréndira Sandoval, Miguel Torruco Marqués, exsecretario de Turismo de la Ciudad de México y Esteban Moctezuma, exsecretario de Gobernación y Hacienda durante el gobierno de Ernesto Zedillo.
«Eso es lo que significa la elección presidencial del 2018, vamos a triunfar, la tercera es la vencida», declaró con respecto a su candidatura López Obrador. En agosto de 2016, López Obrador indicó que su partido no haría alianzas con otros partidos para las elecciones de 2018. Aunque después se apoyó la idea de aliarse al Partido del Trabajo (PT), así como este último decidió aliarse con Morena para la elección del 2018. El PT oficializó su acuerdo de coalición con Morena a inicios de noviembre de 2017 e indicó que registraría la alianza el 4 de diciembre.

Partidos que forman parte de la coalición «Juntos Haremos Historia».

El 24 de junio de 2017, el Partido del Trabajo aprobó presentarse a las elecciones de 2018 en una alianza electoral con el Movimiento Regeneración Nacional, sin embargo la coalición no ha sido registrada oficialmente ante las instancias electorales. Desde Morena se facilitó la alianza como consecuencia de la declinación del candidato del PT Óscar González Yáñez, quien renunció a su candidatura solicitando el voto en favor de Delfina Gómez Álvarez, abanderada morenista en los comicios estatales del Estado de México de 2017.
En un principio se especuló sobre la posibilidad de un frente que agrupara a todos los partidos de izquierda: Morena, PRD, PT y MC. Sin embargo, Andrés Manuel López Obrador rechazó cualquier tipo de acuerdo por diferencias políticas, marcadas especialmente tras las elecciones en el Estado de México, cuando los candidatos del PRD y Movimiento Ciudadano continuaron con sus campañas rechazando apoyar a la candidata de Morena, como lo hizo el Partido del Trabajo. A finales noviembre de 2017, dirigentes de Morena y del PES anunciaron que estaban en pláticas para formar una posible alianza. En este sentido, Hugo Eric Flores, presidente del PES, afirmó «tenemos dos opciones, ir solos o con Morena».

"La única posibilidad de un cambio real en nuestro país es la que está encabezando Andrés Manuel López Obrador" y que su partido había decidido ponerse "del lado correcto de la historia".
Hugo Eric Flores Cervantes, presidente nacional del Partido Encuentro Social

El 13 de diciembre se oficializó la coalición entre Morena, el PT y el PES bajo el nombre «Juntos Haremos Historia», tras la firma del convenio se designó a Andrés Manuel López Obrador como precandidato de las tres formaciones políticas. Se trata de una coalición parcial que impulsará a López Obrador como candidato presidencial y, respecto a las elecciones legislativas: a Morena le corresponderá elegir candidatos en 150 distritos electorales federales y 32 distritos al Senado, 75 diputados y 16 senadores para PT y 75 diputados y 16 senadores para el PES. La alianza, sin embargo, recibió críticas por tratarse de una coalición entre partidos de izquierda (Morena y PT) y una formación relacionada con la «derecha» (PES). Ante esto, la presidenta nacional de Morena Yeidckol Polevnsky mencionó que Morena cree en la inclusión, el trabajo conjunto para "rescatar a México" y que seguirán defendiendo los derechos humanos.

## Pérdida de registro
El 1 de julio de 2018 el Partido perdió su registro de manera preliminar  al no haber alcanzado el umbral mínimo de 3% de votación requerida para la continuidad de su registro como formación política. Pese a haber postulado a Andrés Manuel López Obrador como su candidato a la Presidencia, solo el 2.7 por ciento de los electores votaron al PES en la elección presidencial, 2.4 por ciento en la de diputados y 2.3 por ciento en la de senadores, por lo que no superó la barrera del 3 por ciento en ninguno de los comicios federales.
El 16 de agosto de 2019 se publicó en el Diario Oficial de la Federación el aviso mediante el cual se da a conocer la liquidación del otrora Partido Encuentro Social.

## Controversias
Los medios periodísticos han cuestionado varias veces la ideología política de Encuentro Social. En una ocasión para las elecciones intermedias del 2015, el Financiero entrevistó al líder del PES, Hugo Flores, y le cuestionó sobre por qué no aliarse con el Partido Acción Nacional (PAN) para elegir un mismo candidato en común, considerando que llevaban una postura católica similar. Ante esta pregunta, el dirigente respondió:

“No somos un partido católico ni religioso; en el partido no hay ministros de culto, somos plurales, donde caben todas las creencias, todos los credos. Sí, estamos a favor de la vida, de la familia, contra del aborto, y hemos apoyado al PAN en algunos estados –como Baja California– y muchos nos arrepentimos por sus malos resultados”.
Hugo Eric Flores Cervantes, presidente nacional del PES

Por otra parte, los mismos integrantes del partido han hecho declaraciones que se volvieron muy polémicas en su momento. Tal es el caso de Arturo Arriaga Macías, candidato a gobernador de San Luis Potosí por el PES, quien afirmó que la homosexualidad y las madres solteras rompen con el concepto de familia, incluso los comparó con la violencia y el narcotráfico. Asimismo, reconoció que las personas con diferente preferencia sexual tienen derechos, pero afirmó que su partido promueve “los valores, lo que marca la sociedad y la familia".
La postura del partido en contra de los matrimonios homosexuales quedó muy en claro en mayo de 2016, luego de que el presidente Enrique Peña Nieto envió al Congreso de la Unión la Iniciativa de Decreto que Reforma la Constitución Federal en su Artículo 4o y el Código Civil Federal para que sea reconocido como un derecho humano el que las personas puedan contraer matrimonio sin discriminación alguna, incluida por preferencias sexuales, el PES rechazó rotundamente la decisión.
Con tal de expresar su postura al respecto, el PES planteó lo siguiente en un comunicado:

"Queremos manifestar que somos respetuosos de las instituciones y de las leyes que de ellas emanen, sin embargo, como partido político seguiremos promoviendo al matrimonio como la institución básica en la conformación de nuestra sociedad, ya que representa, no sólo la convicción de unos cuantos sino de millones de mexicanos que ven al matrimonio como la unión de dos personas del sexo complementario"
Partido Encuentro Social

Posteriormente, el primero de septiembre del 2016, el PES convocó a una marcha, en la que participaron organizaciones, integrantes de la Iglesia evangélica y padres de familia, cuyo fin era el de presentar una iniciativa ciudadana que se oponía al matrimonio entre personas del mismo sexo. Respaldada con 400,000 firmas, tal iniciativa se llevó ante la Cámara de Diputados luego de una manifestación en la que los participantes cantaban coros evangélicos, y que también fue apoyada por diputados del Partido Acción Nacional (PAN) y el Partido Verde Ecologista de México (PVEM).
Otras decisiones que han puesto en controversia a Encuentro Social son sus alianzas con partidos y el apoyo a candidatos con ideologías diferentes. Está el ejemplo de cuando registró como precandidato a la presidencia al Lic. Andrés Manuel López Obrador, lo que originó críticas, principalmente porque la ideología del PES era contradictoria e incompatible con la del partido del precandidato. Ante las críticas, López Obrador aseguró que no había diferencias de fondo en lo político e ideológico entre su partido, Movimiento de Regeneración Nacional (Morena), y Encuentro Social. De hecho, aseguró que existían tres propósitos a alcanzar en su unión: la honestidad (donde el compromiso era acabar con la corrupción), la justicia y lo referente a la paz y a la tranquilidad. Otro caso es el de Gerardo Fernández Noroña, conocido político por sus duros actos de protesta dentro y fuera de los recintos legislativos, cuando llegó a ser diputado federal electo por el PES, situación que estuvo sujeta a críticas porque él es de ideología de izquierda. Ante esta polémica, el diputado comentó: “estaba como Partido Encuentro Social, pero yo soy ateo; sería un despropósito que estuviera en un partido de corte confesional. Soy muy respetuoso de las creencias de nuestro pueblo”.
En el 2018, las posturas ideológicas del PES volvieron a ponerse a juicio cuando decidió postular a Claudia Sheinbaum como candidata a la Jefatura de Gobierno de la Ciudad de México, en coalición con Morena y el PT. La polémica giró en torno a las diferencias ideológicas entre los partidos; no obstante, Hugo Eric Flores comentó que el partido no representaba la homofobia ni la extrema derecha, sino que estaba “del lado bueno de la historia”.
Por otra parte, el Partido Encuentro Social también ha sido objeto de críticas por las personas que ha nominado para ocupar alguna candidatura, pues algunas de ellas han sido personalidades del mundo del espectáculo y deportivo mexicano sin experiencia política. Tal es el caso, por ejemplo, del comediante Héctor Suárez que se unió a las filas del PES en el 2015, y del actor Alejandro Camacho (conocido por su participación en la telenovela Cuna de Lobos) que también se unió en el 2015 para buscar una diputación. La lista no acaba ahí, pues para ese mismo año también postularon Luis Daniel (exvocalista del grupo Los Ángeles Azules y Yaguarú) por el cargo de diputado federal; Martha Villalobos (luchadora profesional) como diputada local al Congreso del Estado de México; Alejandro Camacho (actor) como candidato a diputado federal plurinominal; y Abel Cruz (médico naturista conocido por sus programas en radio y televisión) como candidato a diputado federal.
En un caso similar más reciente, en las elecciones del 2018, Ernesto D’Alessio, hijo de la cantante Lupita D'Alessio, compitió por una diputación federal bajo la bandera de Encuentro Social y la ganó.

## Partido político estatal en el país
Luego de perder su registro como partido político nacional, el PES, al haber logrado en algunas elecciones estatales una votación superior a la requerida según cada legislación local para ser continuar siendo partido político estatal y en otros estados al no haberse realizado elecciones locales en 2018 se le dio el derecho de continuar siendo partido político estatal en varios estados, obteniendo este registro en los estados de:
- Baja California en donde tenía registro estatal y cambió de nombre a Transformemos.[69]
- Chihuahua en donde después de que les fuera retirado el registro, este les fue devuelto en mayo de 2019.[70][71]
- Hidalgo.[72]
- Jalisco en donde tiene registro estatal y cambió de nombre a Somos[73] en julio de 2020.
- Puebla.[74]
- Quintana Roo.[75]
- Morelos.
- Tlaxcala.[76][77]

### Estatus por estado
| Estado          | Logo | Logo | Partido                                  | Fundación | Disolución | Razón                                    | Información adicional |
| --------------- | ---- | ---- | ---------------------------------------- | --------- | ---------- | ---------------------------------------- | --- |
| Baja California |      |      | Transformemos                            | 2006      | 2019       | No se alcanzó el 3% de votación          | Cambió su nombre a Transformemos tras la intención del PES nacional de contender en las elecciones de 2019, causando su separación del partido nacional y buscando su propia identidad.                                                |
| Chihuahua       |      |      | Partido Encuentro Social de Chihuahua    | 2018      | 2020       | Se unen al Partido Encuentro Solidario   | Pierde registro, posteriormente se les devuelve en 2019, pero no contienden por las elecciones de 2021. |
| Hidalgo         |      |      | Partido Encuentro Social de Hidalgo      | 2018      | 2021       | No se alcanzó el 3 % de votación         | |
| Jalisco         |      |      | Somos                                    | 2019      | 2021       | No se alcanzó el 3% de votación          | Cambió su nombre a Somos para separarse de la dirigencia nacional y las demás divisiones locales del partido. |
| Puebla          |      |      | Partido Encuentro Social                 | 2018      | 2019       | No se alcanzó el 3% de votación          | Temporalmente mantuvo registro para contender en las elecciones de 2019 en 3 municipios, esto debido a que fueron en elecciones anuladas del 2018. Sin embargo, su registro fue como partido nacional extinto y no como partido local. |
| Quintana Roo    |      |      | Partido Encuentro Social de Quintana Roo | 2018      | 2021       | No cumplió con requisito de afiliaciones | |
| Morelos         |      |      | Partido Encuentro Social de Morelos      | 2018      | 2021       |                                          | Perdió el registro en las elecciones locales de 2021. |
| Tlaxcala        |      |      | Partido Encuentro Social de Tlaxcala     | 2018      | 2021       | No se alcanzó el 3% de votación          | |

## Resultados electorales

### Presidencia de la República
|  | 2.70 % |

|  | 53.19 % |

### Cámara de Diputados
| Elección | Distrito  | Distrito | República | República | Escaños | Mayoría Relativa | Repr. proporcional | /  | Posición | Presidencia                 |
| Elección | votos     | %        | votos     | %         | Escaños | Mayoría Relativa | Repr. proporcional | /  | Posición | Presidencia                 |
| -------- | --------- | -------- | --------- | --------- | ------- | ---------------- | ------------------ | -- | -------- | --------------------------- |
| 2015     | 1 319 203 | 3.49%    | 1 325 335 | 3.32      | 8/500   | 0                | 8                  | 8  | Minoría  | Enrique Peña Nieto          |
| 2018     |           |          | 1 325 335 | 2.68      | 56/500  | 56               | 0                  | 48 | Minoría  | Andrés Manuel López Obrador |

### Senado de la República
| Elección | Distrito | Distrito | República | República | Escaños | Mayoría Relativa | Repr. proporcional | / | Posición | Presidencia                 |
| Elección | votos    | %        | votos     | %         | Escaños | Mayoría Relativa | Repr. proporcional | / | Posición | Presidencia                 |
| -------- | -------- | -------- | --------- | --------- | ------- | ---------------- | ------------------ | - | -------- | --------------------------- |
| 2018     |          |          | 1 038 325 | 2.35      | 8/128   | 8                | 0                  | 8 | Minoría  | Andrés Manuel López Obrador |